# Micrurus tamaulipensis
Espèce
Statut de conservation UICN

 DD  : Données insuffisantes
Micrurus tamaulipensis est une espèce de serpents de la famille des Elapidae.

## Répartition
Cette espèce est endémique du Tamaulipas au Mexique. Elle se rencontre dans la Sierra de Tamaulipas.

## Description
Dans leur description les auteurs indiquent que le plus grand spécimen en leur possession, une femelle, mesure 68 cm dont 6,5 cm pour la queue. Son corps se compose de rayures transversales noires, jaunes et rouges, chaque bande noire étant séparée d'une bande rouge par une étroite bande jaune.

## Étymologie
Son nom d'espèce, composé de tamaulip[a] et du suffixe latin -ensis, « qui vit dans, qui habite », lui a été donné en référence au lieu de sa découverte.

## Publication originale
- Lavin-Murcio & Dixon, 2004 : A new species of coral snake (Serpentes, Elapidae) from the Sierra de Tamaulipas, Mexico. Phyllomedusa, vol. 3, n. 1, p. 3-8 (texte intégral).